# Oumar Solet
Oumar Mickaël Solet Bomawoko (* 7. února 2000) je francouzský profesionální fotbalista, který hraje na pozici středního obránce za rakouský klub FC Red Bull Salzburg.

## Klubová kariéra

### Laval
Solet se rozvinul prostřednictvím akademie v Lavalu. Svůj debut si odbyl 4. srpna 2017 v Championnat National proti US Concarneau. Odehrál celých 90 minut při venkovním vítězství 1:0.

### Lyon
Dne 22. ledna 2018 odešel na hostování do Lyonu za 550 000 eur s opcí na trvalý přestup za dalších 550 000 eur plus bonusy až 2 miliony eur a 20 % zisku z dalšího prodeje.

### Salzburg
Dne 17. července 2020 se Solet připojil k Red Bull Salzburg za 4,5 milionu eur plus až 4 miliony eur v bonusech a 15 % z jakéhokoli budoucího prodeje.

## Reprezentační kariéra
Solet se narodil ve Francii a je původem z Pobřeží slonoviny a Středoafrické republiky. Solet byl součástí týmu Francie U17 na Mistrovství světa ve fotbale hráčů do 17 let 2017.

## Statistiky

### Klubové
Platí k zápasu hranému 3. března 2024.
| Klub              | Sezóna            | Liga                   | Liga   | Liga | Národní pohár | Národní pohár | Ligový pohár | Ligový pohár | Kontinentální | Kontinentální | Ostatní | Ostatní | Celkově | Celkově |
| Klub              | Sezóna            | Soutěž                 | Zápasy | Góly | Zápasy        | Góly          | Zápasy       | Góly         | Zápasy        | Góly          | Zápasy  | Góly    | Zápasy  | Góly    |
| ----------------- | ----------------- | ---------------------- | ------ | ---- | ------------- | ------------- | ------------ | ------------ | ------------- | ------------- | ------- | ------- | ------- | ------- |
| Laval             | 2017/18           | Championnat National   | 12     | 0    | 2             | 0             | 1            | 0            | —             | —             | —       | —       | 15      | 0       |
| Lyon II           | 2017/18           | Championnat National 2 | 11     | 0    | —             | —             | —            | —            | —             | —             | —       | —       | 11      | 0       |
| Lyon II           | 2018/19           | Championnat National 2 | 18     | 0    | —             | —             | —            | —            | —             | —             | —       | —       | 18      | 0       |
| Lyon II           | 2019/20           | Championnat National 2 | 9      | 1    | —             | —             | —            | —            | —             | —             | —       | —       | 9       | 1       |
| Lyon II           | Celkově           | Celkově                | 38     | 1    | —             | —             | —            | —            | —             | —             | —       | —       | 38      | 1       |
| Lyon              | 2018/19           | Ligue 1                | 1      | 0    | 1             | 0             | 1            | 0            | 0             | 0             | —       | —       | 3       | 0       |
| Lyon              | 2019/20           | Ligue 1                | 1      | 0    | 0             | 0             | 0            | 0            | 0             | 0             | —       | —       | 1       | 0       |
| Lyon              | Celkově           | Celkově                | 2      | 0    | 1             | 0             | 1            | 0            | 0             | 0             | —       | —       | 4       | 0       |
| Red Bull Salzburg | 2020/21           | Rakouská Bundesliga    | 10     | 0    | 0             | 0             | —            | —            | 2             | 0             | —       | —       | 12      | 0       |
| Red Bull Salzburg | 2021/22           | Rakouská Bundesliga    | 22     | 1    | 4             | 0             | —            | —            | 7             | 0             | —       | —       | 33      | 1       |
| Red Bull Salzburg | 2022/23           | Rakouská Bundesliga    | 25     | 1    | 2             | 0             | —            | —            | 6             | 0             | —       | —       | 33      | 1       |
| Red Bull Salzburg | 2023/24           | Rakouská Bundesliga    | 12     | 1    | 2             | 0             | —            | —            | 3             | 0             | —       | —       | 17      | 1       |
| Red Bull Salzburg | Celkově           | Celkově                | 68     | 3    | 8             | 0             | —            | —            | 18            | 0             | —       | —       | 95      | 3       |
| Celkově v kariéře | Celkově v kariéře | Celkově v kariéře      | 121    | 4    | 11            | 0             | 2            | 0            | 18            | 0             | 0       | 0       | 152     | 4       |

## Úspěchy
Red Bull Salzburg
- Rakouská Bundesliga: 2020/21, 2021/22, 2022/23
- ÖFB-Cup: 2020/21, 2021/22

Individuální
- Tým turnaje Mistrovství Evropy ve fotbale hráčů do 19 let: 2019